# Jurjevići
Jurjevići (en cyrillique : Јурјевићи) est un village de Bosnie-Herzégovine. Il est situé sur le territoire de la ville de Zenica, dans le canton de Zenica-Doboj et dans la fédération de Bosnie-et-Herzégovine. Selon les premiers résultats du recensement bosnien de 2013, il compte 115 habitants.

## Géographie
Le village est situé au bord de la Seočka rijeka, un affluent de la Babina rijeka.

## Démographie

### Évolution historique de la population dans la localité
| 1948 | 1953 | 1961 | 1971 | 1981 | 1991 | 2013 |
| ---- | ---- | ---- | ---- | ---- | ---- | ---- |
| -    | -    | 94   | 124  | 146  | 147  | 115  |

|  |

### Répartition de la population par nationalités (1991)
En 1991, les 147 habitants du village étaient tous Musulmans (bosniaques).